# Алифкулова
Алифкулова — деревня в Кунашакском районе Челябинской области. Входит в состав Ашировского сельского поселения. 
Деревня основана в 1772 в составе Терсятской волости Шадринского уезда.

## География
Расположена в северо-восточной части района. Расстояние до районного центра, Кунашака, 50 км; до центра сельского поселения, Аширово, 1 км.

## Население
| 2002 | 2010 |
| ---- | ---- |
| 134  | ↘100 |

(в 1995 — 164)

## Улицы
- Лесная улица
- Октябрьская улица